# Katalog Hipparcos

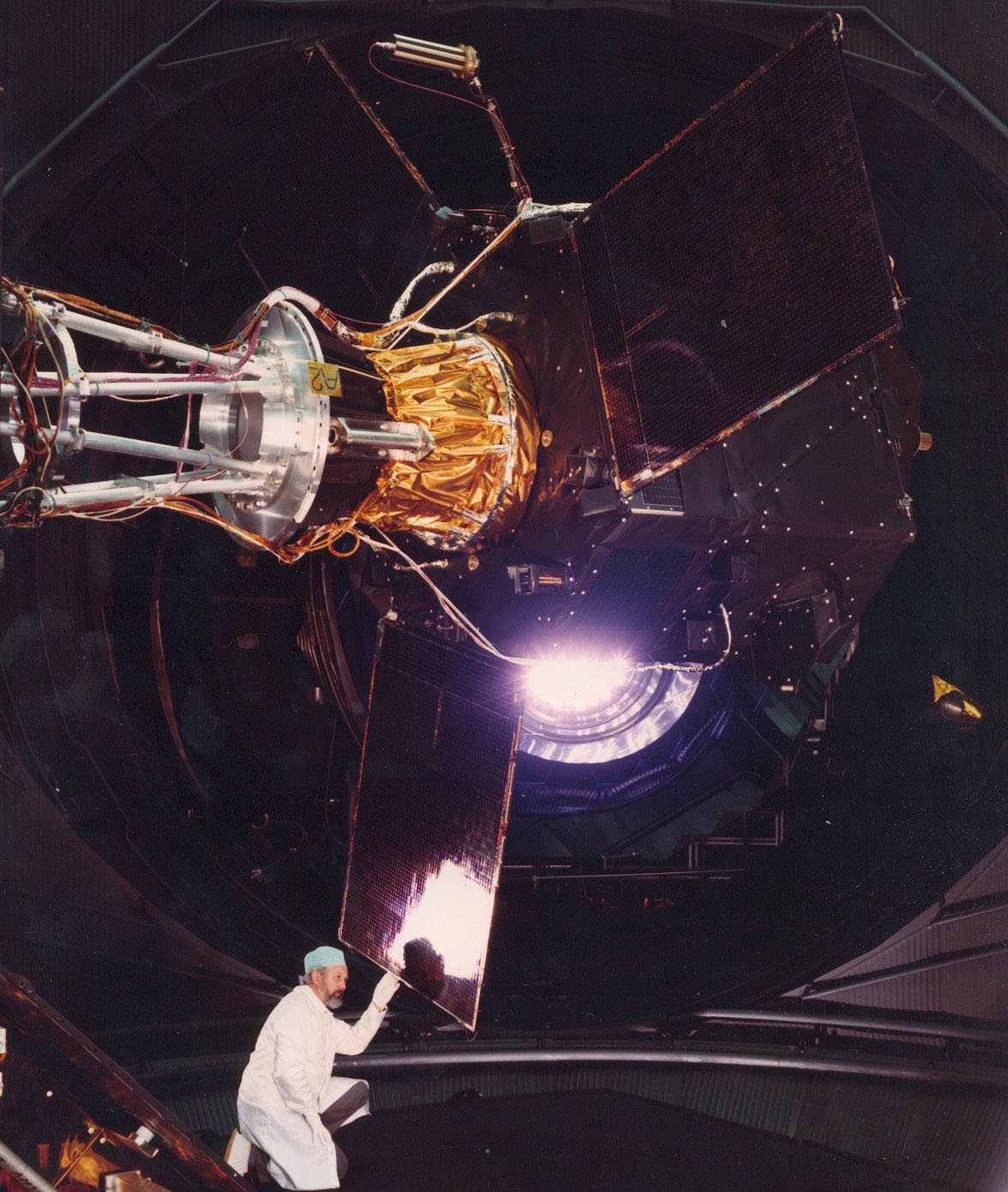
Družice Hipparcos během testování v Large Solar Simulatoru v ESTEC, Nizozemí.

Hipparcos byl vědecký satelit Evropské kosmické agentury (ESA), který byl vypuštěn 8. srpna 1989 a operoval do března 1993. Jednalo se o první kosmickou misi zaměřenou na precizní astrometrii, což je přesné měření pozic, paralax a vlastních pohybů hvězd.
Výsledkem mise je Katalog Hipparcos, který obsahuje vysoce přesná data o více než 118 218 hvězdách. Tento katalog byl zveřejněn v roce 1997. Dále byl vytvořen méně přesný katalog Tycho, zahrnující více než milion hvězd, jehož vylepšená verze katalog Tycho-2 obsahuje záznamy o 2,5 milionu hvězd.

## Pozadí
V polovině 20. století narážela přesná měření hvězd ze Země na omezení způsobená zemskou atmosférou, gravitační deformací přístrojů a nemožností pokrýt celou oblohu. V roce 1967 Pierre Lacroute navrhl myšlenku přesného měření hvězd z vesmíru. Po sérii studií byla mise Hipparcos schválena ESA v roce 1980.

## Družice a přístroje
Družice Hipparcos byla vybavena Schmidtovým teleskopem o apertuře 29 cm a pokročilým detektorem využívajícím modulační mřížky. Tato technologie umožnila měření s přesností lepší než 0,001 obloukové vteřiny.
Družice byla vypuštěna pomocí rakety Ariane 4 z Guyanského kosmického střediska. Původně měla být umístěna na geostacionární dráhu, avšak kvůli selhání apogeového motoru zůstala na přechodové dráze. Přesto byly všechny vědecké cíle mise překonány. Družice operovala téměř 3,5 roku, což bylo více než plánované 2,5 roku.

## Publikované katalogy
Katalog Hipparcos obsahuje informace o 118 218 hvězdách s průměrnou přesností 0,001 obloukové vteřiny. Tento katalog umožnil měření vzdáleností a vlastních pohybů hvězd s bezprecedentní přesností. Katalog Tycho rozšířil pokrytí o více než 1 milion hvězd s nižší přesností (20–30 milivteřin). V roce 2000 byl zveřejněn katalog Tycho-2, který zahrnuje 2,5 milionu hvězd.

## Vědecké výsledky
Mise Hipparcos přinesla zásadní zlepšení v mnoha oblastech astronomie:
- vytvoření přesného referenčního rámce ICRS pro astronomická měření,[6]
- zpřesnění znalostí o vývoji hvězd a jejich vzdálenostech,
- nové poznatky o dynamice Mléčné dráhy, včetně pohybů hvězd v blízkosti Slunce.

## Praktické využití
Data z katalogů Hipparcos a Tycho se využívají v mnoha oblastech astronomie a navigace. Slouží například:
- ke kalibraci vzdáleností v galaxiích,
- k navigaci kosmických sond,
- pro studie dynamiky hvězdných asociací a pohybů hvězd,
- při návrhu misí zaměřených na hledání exoplanet,
- pro vývoj modelů galaktické struktury a dynamiky.